# Gunnar Hammarström (präst)
Gunnar Georg Hammarström, född 11 juni 1932 i Films församling, Uppsala län, är en svensk präst.
Hammarström, som är son till verkstadsarbetare Georg Vilhelm Hammarström och Elna Matilda Eriksson, utbildade sig först till folkskollärare, avlade teologie kandidatexamen vid Uppsala universitet 1961 och prästvigdes därefter för Uppsala ärkestift. Efter att ha varit pastorsadjunkt i Enköpings församling blev han stiftsadjunkt för ungdomsvård vid stiftsgården i Undersvik 1963. Han blev därefter komminister i S:t Nikolai och Övraby församlingar i Göteborgs stift 1968 och var kyrkoherde i S:t Nikolai, Övraby och Holms församlingar 1977–1995. Under studietiden var han en period förste kurator i Uplands nation i Uppsala.
Hammarström har utgivit Lägerboken (tillsammans med Jan Arvid Hellström, 1972) och den självbiografiska Utan rötter växer inga träd (2017).